# Megbocsáthatatlan (film)
A Megbocsáthatatlan (eredeti cím: The Unforgivable) 2021-ben bemutatott német–amerikai filmdráma, melyet Peter Craig, Hillary Seitz és Courtenay Miles forgatókönyvéből Nora Fingscheidt rendezett. A film a 2009-es Unforgiven című brit minisorozaton alapul. A főbb szerepekben Sandra Bullock, Vincent D’Onofrio, Jon Bernthal, Viola Davis, Richard Thomas, Linda Emond, Aisling Franciosi és Rob Morgan látható.
Az Amerikai Egyesült Államokban 2021. november 24-én mutatták be, a Netflixen 2021. december 10-én jelent meg.

## Cselekmény
Egy nő kiszabadul a börtönből, miután gyilkosság miatt letöltötte 20 éves büntetését, de a társadalom egyes tagjai nem bocsátják meg a múltját.
A történet külön érdekessége a film utolsó harmadában derül ki: a bűncselekményt, amiért a főszereplő Ruth 20 évet ült börtönben, valójában a kishúga követte el, aki akkor még csak 5 éves volt, és fel sem fogta, mit tett. Ruth tehát a húga helyett vállalta magára a büntetést. 

## Szereplők
| Szerep                               | Színész           | Magyar hang      |
| ------------------------------------ | ----------------- | ---------------- |
| Ruth Slater, elítélt                 | Sandra Bullock    | Für Anikó        |
| John Ingram, ügyvéd                  | Vincent D’Onofrio | Gémes Antos      |
| Liz Ingram, az ügyvéd felesége       | Viola Davis       | Bognár Gyöngyvér |
| Blake, dolgozó a halfeldolgozóban    | Jon Bernthal      | Varga Gábor      |
| Michael Malcolm, Katie nevelőapja    | Richard Thomas    | Hirtling István  |
| Rachel Malcolm, Katie nevelőanyja    | Linda Emond       | Udvarias Anna    |
| Katherine “Katie” Malcolm, Ruth húga | Aisling Franciosi | Pekár Adrienn    |
| Vincent Cross, Ruth felügyelőtisztje | Rob Morgan        | Epres Attila     |
| Keith Whelan                         | Tom Guiry         | Fesztbaum Béla   |
| Mac Whelan                           | W. Earl Brown     | N/A              |
| Emily Malcolm                        | Emma Nelson       | Györke Laura     |
| Steve Whelan                         | Will Pullen       | Miller Dávid     |
| Hannah Whelan                        | Jessica McLeod    | N/A              |

## A film készítése
2010 augusztusában bejelentették, hogy Graham King elkészíti a 2009-es, azonos című brit minisorozat játékfilm-adaptációját. Christopher McQuarrie-t szerződtették a forgatókönyv megírására, amelynek a főszerepét Angelina Jolie-ra akarták rábízni. 2011 novemberében Scott Franket szerződtették az Unforgiven újraírására és rendezésére, mivel McQuarrie éppen a Jack Reacher rendezésével volt elfoglalva. 2013 júniusában bejelentették, hogy McQuarrie visszatért a filmhez, mint író és rendező, és Kinggel együtt producerként is együttműködik.
2019 novemberében kiderült, hogy Sandra Bullock lesz a főszereplője az akkor még cím nélküli filmnek. Bejelentették, hogy Veronica Ferres is producer lesz. Nora Fingscheidt váltotta McQuarrie-t a rendezői székben, és a Netflix forgalmazta volna a filmet. 2019 decemberében Viola Davis, Aisling Franciosi és Rob Morgan is csatlakozott a film szereplőgárdájához. Vincent D’Onofrio, Jon Bernthal, Richard Thomas, Linda Emond és Emma Nelson 2020 februárjában csatlakoztak a filmhez.
A forgatás 2020. február 3-án kezdődött a kanadai Vancouverben (Brit Columbia, Kanada), és a tervek szerint 2020. április 9-én fejeződött volna be. Guillermo Navarro operatőr a filmet Red Digital Cinema Helium kamerákkal és Arri Ultra Prime lencsékkel forgatta, amelyeket korábban már a Dolittle filmben is használt. Március 13-án a forgatás a COVID-19 világjárvány miatt leállt, és a forgatás befejezésének időpontját elhalasztották. A forgatás szeptember 2-án indult újra, és október 15-én fejeződött be. A film volt az egyik első Netflix-projekt, amelyet a Burnabyban található Canadian Motion Picture Park stúdióban forgattak, miután a Netflix 2020 szeptemberében létrehozta a Metro Vancouver-i produkciós központját a stúdióban.
Hans Zimmer és David Fleming újra összeállt, hogy közösen készítsék el a filmzenét. A Maisie Music Publishing adta ki a filmzenét.

## Bemutató
2021 augusztusában nyilvánosságra hozták, hogy a film címe The Unforgivable lesz. A film 2021. november 24-én került korlátozott számban a mozikba, majd december 10-én a Netflixen is elérhetővé vált.